# Malpaso (Aguascalientes)
Malpaso es una localidad del estado mexicano de Aguascalientes. Es parte del municipio de Calvillo.

## Demografía
| Gráfica de evolución demográfica |
|                                  |

| Censo | Población |
| ----- | --------- |
| 1900  | 578       |
| 1910  | 386       |
| 1921  | 566       |
| 1930  | 535       |
| 1940  | 695       |
| 1950  | 837       |
| 1960  | 1 043     |
| 1970  | 1 300     |
| 1980  | 1 562     |
| 1990  | 1 921     |
| 2000  | 1 867     |
| 2010  | 1 697     |
| 2020  | 1 572     |